# Pat Garrett and Billy the Kid
Pat Garrett and Billy the Kid (prt: Duelo na Poeira; bra: Pat Garrett & Billy the Kid) é um filme estadunidense de 1973, do gênero western, dirigido por Sam Peckinpah. O roteiro foi de Rudy Wurlitzer. As canções do filme foram compostas e interpretadas por Bob Dylan, que também atua. Na trama, os últimos dias de Billy the Kid, perseguido pelo seu ex-companheiro de farras Pat Garrett, que agora se tornara um xerife.
James Coburn aceitou trabalhar no filme, porque queria interpretar o legendário xerife Garrett. Era para ser dirigido por Monte Hellman, que alcançara êxito com Two-Lane Blacktop. Quando Peckinpah foi chamado para a direção, sua intenção era transformar a história num fecho da revisão do Velho Oeste que ele havia começado em Ride the High Country e continuado em The Wild Bunch.
Peckinpah reescreveu o roteiro de Wurlitzer, alterando a relação de Billy e Garrett, o que abalou o escritor. Peckinpah queria Bo Hopkins para o papel de Billy, mas acabou acertando com o cantor de música country Kris Kristofferson (sem barba). Kris trouxe para o elenco sua então esposa Rita Coolidge e o cantor Bob Dylan.
Peckinpah procurou homenagear atores lendários do gênero western, contratando para o filme Chill Wills, Katy Jurado, Jack Elam, Slim Pickens e Paul Fix. Jason Robards, que trabalhou com o diretor em seu conturbado filme de 1970, The Ballad of Cable Hogue, também fez uma pequena ponta.
O filme foi rodado em Durango, México, por pressão dos produtores. As dificuldades da realização e montagem, acabaram por prejudicar o resultado final, e Peckinpah não obteve o retorno de público e crítica que merecia. Nos últimos anos foram lançadas versões mais próximas do que o diretor desejava, fazendo com que o filme fosse revalorizado.

## Elenco
- James Coburn - Pat Garrett
- Kris Kristofferson - Billy the Kid
- Bob Dylan

## Trilha sonora
Todas as canções foram escritas por Bob Dylan.

### Lado 1
1. "Main Title Theme (Billy)"
2. "Cantina Theme (Workin' for the Law)"
3. "Billy 1"
4. "Bunkhouse Theme"
5. "River Theme"

### Lado 2
1. "Turkey Chase"
2. "Knockin' on Heaven's Door"
3. "Final Theme"
4. "Billy 4"
5. "Billy 7"